# دراغون بول زد: انتقام كولير
دراغون بول زد: انتقام كولير (باليابانية: ドラゴンボールZ とびっきりの最強対最強) هو الفيلم الخامس لسلسلة دراغون بول صدر في سنة 1991 في اليابان.

## ملخص القصة
هبوط شقيق فريزا الا وهو كولير على الأرض للانتقام من غوكو الذي قتل أخاه لكنه يقتل هو الآخر من قبل غوكو.

## روابط خارجية
- دراغون بول زد: انتقام كولير على موقع IMDb (الإنجليزية)
- دراغون بول زد: انتقام كولير على موقع نتفليكس (الإنجليزية)
- دراغون بول زد: انتقام كولير على موقع ألو سيني (الفرنسية)
- دراغون بول زد: انتقام كولير على موقع أول موفي (الإنجليزية)
- دراغون بول زد: انتقام كولير على موقع فيلمافينيتي (الإسبانية)
- دراغون بول زد: انتقام كولير على موقع قاعدة بيانات الفيلم (الإنجليزية)
- دراغون بول زد: انتقام كولير على موقع ليتربوكسد (الإنجليزية)
- دراغون بول زد: انتقام كولير على موقع كينوبويسك (الروسية)
- دراغون بول زد: انتقام كولير على موقع ANN anime (الإنجليزية)